# Sugamo
Sugamo (巣鴨) é um distrito comercial de Toshima, em  Tóquio, Japão.

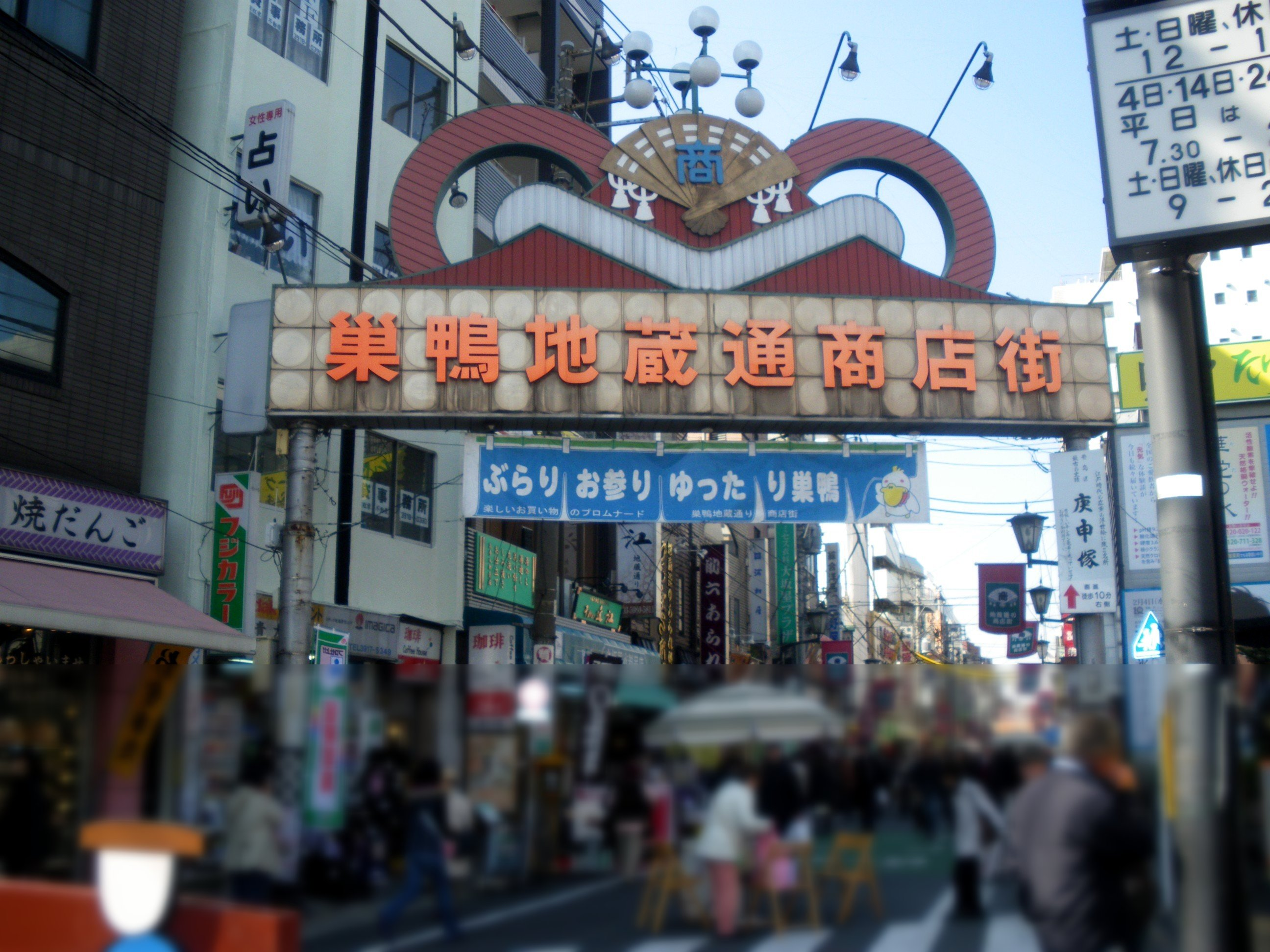
Entrada à rua Jizō Dōri de Sugamo.

É popularmente conhecida como a 'Harajuku das vovós', por ser frequentado por idosos. Está no ponto de cruzamento entre a linha Yamanote e a Rota Nacional 17.
Na rua comercial de Jizō Dōri, que tem uma longitude de por volta de 800 metros, é possível encontrar mais de 200 lojas de vestuário, comida tradicional e numerosos produtos destinados a adultos e pessoas da terceira idade, desde bengalas a carrinhos da compra que servem como andadores.
Sugamo é também conhecido por seus doces tradicionais, especialmente os daifuku, pastéis de arroz que contêm massa de anko sem açúcar e com sabor salgado suave.